# Elastic Aspects
Elastic Aspects ist ein Jazzalbum von Matthew Shipp. Die am 8. Juli 2011 in den Systems Two Recording Studios, Brooklyn entstandenen Aufnahmen erschienen 2012 auf Thirsty Ear.

## Hintergrund
Im Unterschied zum Live-Doppelalbum Art of the Improviser (Thirsty Ear, 2011) ist Elastic Aspects eine Studioproduktion mit dem Trio des Pianisten. Während Shipp dazu neigt, Stücke bei seinen Live-Auftritten zu einer einzigen langen Kaskade zusammenzuführen, umfasst das Programm hier eine Folge von kurzen, miteinander verbundenen Stücken mit unterschiedlichen Veränderungen in der Besetzung.
Elastic Aspects besteht neben Solostücken des Pianisten aus Duo- und Triobesetzungen mit dem Bassisten Michael Bisio und dem Schlagzeuger Whit Dickey.

## Titelliste
- Matthew Shipp Trio: Elastic Aspects (Thirsty Ear THI57202.2)[2]
  1. Alternative Aspects. 2:19
  2. Aspects. 0:27
  3. Psychic Counterpart. 4:47
  4. Frame Focus. 3:52
  5. Flow Chart. 1:30
  6. Mute Voice. 3:12
  7. Explosive Aspects. 3:19
  8. Raw Materials. 5:30
  9. Rainforest. 5:08
  10. Stage 10. 3:12
  11. Dimension. 3:24
  12. Elastic Aspects. 4:30
  13. Elastic Eye. 7:36
- Alle Kompositionen stammen von Matthew Shipp.

## Rezeption
Nach Ansicht von John Sharpe, der das Album in All About Jazz rezensierte, kann es gelegentlich schwierig sein, neue Aussagen über Künstler zu machen, die über einen so langen Zeitraum aktiv waren, aber Shipp bringe immer wieder Veränderungen ein, die Gesprächsstoff liefern. Shipps Trio bilde eine unglaublich talentierte Einheit, so der Autor. Wie immer beeindrucke Bisio mit seinem kräftigen Unterteil und seiner fruchtbaren Fantasie; er wechsle geschickt zwischen Führung, Kontrapunkt und Unterstützung. Shipp klinge wie kein anderer, mit einem Stil, der durch abrupte Kontraste kristalliner Zartheit gekennzeichnet sei, bei dem dissonante Tiefenladungen und eindringliche kreisartige Motive Reibung schafften. All dies zu unterstützen, schaffe Dickey ein geschicktes, aber wenig demonstratives rhythmisches Fundament (dies sei an sich bemerkenswert angesichts seiner unbestrittenen Fähigkeiten und seiner Reihe überzeugender Alben unter seinem eigenen Namen).
Mike Shanley schrieb in JazzTimes, Shipps Veröffentlichungen der letzten Jahre dokumentieren jedoch einen Fortschritt in seinem Spiel, anstatt nur Variationen dessen zu präsentieren, was vorher war. Die Zusammenstellungen und Dauer offenbarten „Gefühl für Präzision und das Überraschungselement in der Musik“. Shipps Spiel hier und besonders auf den Solo-Tracks habe eine lyrische, feinfühlige Qualität, die jeden überraschen dürfte, der bekanntere Avantgarde-Spielformen erwarte, wie etwa heftigen Donner vom unteren Rand des Registers. Was Elastic Aspects aufregend mache, sei die Tatsache, dass es nicht wie die meisten anderen Alben Matthew Shipps klinge, so Shanleys Resümée.